# Charles Boyer
Charles Boyer ([bwaje]; 28. srpna 1899 – 26. srpna 1978) byl francouzsko-americký herec, který se v letech 1920 až 1976 objevil ve více než 80 filmech. Poté, co získal herecké vzdělání, Boyer začal vystupovat v divadle, ale během 30. let se prosadil v amerických filmech. Exceloval v romantických dramatech jako Alláhova zahrada (1936), Alžír (1938), Milostný román (1939) nebo thriller Gaslight (1944). Byl čtyřikrát nominován na Oscara v kategorii nejlepšího herce.